# Saint-Martin-Rivière
Saint-Martin-Rivière is een gemeente in het Franse departement Aisne (regio Hauts-de-France) en telt 121 inwoners (2009). De plaats maakt deel uit van het arrondissement Vervins.

## Geografie
De oppervlakte van Saint-Martin-Rivière bedraagt 5,4 km², de bevolkingsdichtheid is dus 22,4 inwoners per km².
De onderstaande kaart toont de ligging van Saint-Martin-Rivière met de belangrijkste infrastructuur en aangrenzende gemeenten.

## Demografie
Onderstaande figuur toont het verloop van het inwonertal (bron: INSEE-tellingen).
Vanwege een beveiligingsprobleem met de MediaWiki Graph-software is het momenteel niet mogelijk deze grafiek weer te geven. Zodra de software is bijgewerkt zal de grafiek vanzelf weer zichtbaar worden.